# Adam Nowicki (literat)
Adam Nowicki (ur. 14 sierpnia 1865 w Warszawie, zm. 1949 w Brazylii) – polski dziennikarz, literat, wydawca prasy.

## Życiorys
Urodził się w Warszawie 14 sierpnia 1865 w rodzinie Adama (1825–1895) dyrektora budownictwa miejskiego w Krakowie oraz budowniczego miasta Warszawy. Ukończył Gimnazjum św. Anny w Krakowie i w latach 1883–87 studiował prawo, potem polonistykę i filozofię na Uniwersytecie Jagiellońskim. W okresie studiów pisał korespondencję do warszawskiej „Gazety Polskiej”.
W 1887 przeniósł się do Warszawy i współpracował na stałe z „Życiem” Zenona Przesmyckiego. Artykuły umieszczał również w innych tygodnikach i dziennikach warszawskich. Tłumaczył utwory literackie pisarzy niemieckich i skandynawskich, między innymi „Głód” K. Hamsuna, i „Młoda Skandynawia” O. Hanssona.
W 1898 przeniósł się na stałe do Wiednia i był korespondentem prasy warszawskiej i lwowskiej. W latach 1905–15 wydawał wraz z Oswaldem Obogim w języku niemieckim tygodnik „Polnische Korrespondenz”, zawierający informację o sprawach polskich. W latach 1906–15 wydawał również tygodnik „Polnisce Post”, półoficjalny organ Koła Polskiego w parlamencie austriackim.
Był bliskim współpracownikiem Leona Bilińskiego w ówczesnym czasie zarządcy Bośni i Hercegowiny.
Wydawał i redagował w latach 1914–16 „Nowiny Wiedeńskie Ilustrowane” i w 1916 powrócił do Warszawy. Po odzyskaniu niepodległości był współwydawcą i redaktorem naczelnym „Przeglądu Wieczornego”. Po roku 1928 wyjechał do Stanów Zjednoczony i osiadł w Detroit.
Zmarł w zapomnieniu w 1949 w Brazylii.

## Publikacje
- Tajemnice Krakowa – trzytomowa powieść sensacyjna pod pseudonimem dr Karol Kropidełko,
- Ostatnia kochanka Franciszka Józefa,
- Tajemnice pochodzenia Franciszka Józefa,
- Zdrajca w rodzie Habsburgów,
- New York. Z wędrówek po Stanach Zjednoczonych i inne.